# Laccolite

Bloc diagramme schématique, modélisant les différents types d'intrusions.
Plutons allochtones :
1. Intrusion respectant les lignes de forces de l'encaissant mais en déformant la couche supérieure : laccolite.
2. et 4. Intrusion traversant les couches géologiques : dyke.
5. Intrusion respectant les lignes de forces de l'encaissant sans déformation : sill.
7. Intrusion respectant les lignes de forces de l'encaissant mais en déformant la couche inférieure : lopolite.
Plutons autochtones :
3. Domaine des anatéxites, anatexie crustale avec piégeage du liquide in situ, conduit à une morphologie de batholite
Volcanisme :
6. Cheminée volcanique.

Une laccolite (du grec lakkos cavité et lithos roche) est une intrusion de roches magmatiques qui se met en place parallèlement à l'encaissant en déformant la couche supérieure.